# Typhlocaris
Typhlocaris is een geslacht van kreeftachtigen uit de klasse van de Malacostraca (hogere kreeftachtigen).

## Soorten
- Typhlocaris ayyaloni Tsurnamal, 2008
- Typhlocaris galilea Calman, 1909
- Typhlocaris lethaea Parisi, 1921
- Typhlocaris salentina Caroli, 1923